# Educador
Chama-se de educador quem ensina o aluno a questionar, ter raciocínio lógico, senso crítico, dialogando para ampliar o conhecimento de ambos.
Provindo da mesma raiz etimológica de Educação, em latim educere, composto pelo prefixo ex que significa "fora" e o vocábulo ducere que significa "conduzir", o educātor, ōris era a pessoa designada para preparar as pessoas para o mundo e viver em sociedade. Literalmente, "conduzi-las para fora" de si mesmas e aprender sobre as diferenças.
O pensador Sócrates já usava o termo no período clássico da Grécia Antiga no livro A República, se referindo aos professores da educação particular ateniense, porém, sem elaborar uma distinção exata, como se educadores e professores possuíssem a mesma função.
De acordo com o Dicionário Houaiss da Língua Portuguesa, educador significa "o que cria, nutre; diretor, educador, pedagogo".
Enquanto profissional da Educação que pode atuar tanto como professor quanto como pesquisador pedagógico, administrador escolar, supervisor de ensino, orientador educacional, filósofo da educação ou como estudioso de questões educacionais de um modo geral. Embora, em princípio, entenda-se o educador como um pedagogo, nem sempre essa é a realidade, podendo um educador ter formação em outras áreas pedagógicas, como as Letras, a Psicopedagogia, entre outras.